# 蒲原唯
蒲原 唯（かんばら ゆい、1982年5月30日 - ）は、日本の元女子プロレスラー。身長158cm、体重50kg、血液型O型。長野県長野市出身。本名は非公開。リングネームは静岡県の由比・蒲原地区にちなむ。

## 経歴・戦歴
2004年
- 2月28日、ターザン後藤一派の埼玉・春日部インディーズアリーナ大会、対さくらえみ戦でデビュー。現役大学生レスラーという触れ込みだった。3月7日、Diamond！東京・後楽園ホール大会で行われた「Diamond！Jr.5トーナメント」に出場[1]し、アップルみゆきと対戦し1回戦敗退。
- 10月31日、我闘姑娘の旗揚げ戦の準備中に両足首を脱臼骨折。涙の欠場挨拶を行った。以後長期欠場。

2005年
- 欠場から復帰することなく、学業と就職活動のためプロレスとの両立が難しくなったことを理由に3月末を以て我闘姑娘を退団、引退。

## 得意技
- ドロップキック
- バク転エルボー